# Isidor Singer (Journalist)
Isidor Singer (* 16. Jänner 1857 in Pest; † 8. Dezember 1927 in Wien) war ein österreichischer Journalist, Statistiker und Zeitungsherausgeber.

## Leben
Singer entstammte einer wohlhabenden jüdischen Textilhändlerfamilie, die seit 1861 in Wien lebte. Nach dem Studium der Rechtswissenschaft, Mathematik und Naturwissenschaften in Wien und in Graz wurde er 1881 in Wien zum Dr. iur. promoviert. 1885 habilitierte er sich an der Universität Wien und wurde Privatdozent für Statistik, seit 1892 außerordentlicher Professor für Statistik. 
1894 gründete Singer gemeinsam mit Hermann Bahr und Heinrich Kanner die linksliberale Wochenschrift Die Zeit. 1902 wurde von ihm und Kanner eine Tageszeitung mit dem gleichen Namen gegründet.
Während des Ersten Weltkrieges musste die Zeitung aus wirtschaftlichen Gründen verkauft werden. Singer ging in die Schweiz und lebte seit 1920 als freischaffender Autor wieder in Wien. Er arbeitete auch als Übersetzer und übersetzte Upton Sinclair.

## Schriften (Auswahl)
- Untersuchungen über die Socialen Verhältnisse des Nord-Oestlichen Böhmen. Ein Beitrag zur Methode Social-Statistischer Untersuchungen. Duncker & Humblot, Leipzig 1885.
- Die amerikanischen Bahnen und ihre Bedeutung für die Weltwirtschaft, 1909.
- Die amerikanische Stahlindustrie und der Weltkrieg, 1917.